# Sebja de Orán
La sebja de Orán (en árabe: سبخة وهران‎; en francés: Sebkha d'Oran) es una sebja o lago salado temporal ubicado en el noroeste de Argelia, y más concretamente al sur de la ciudad de Orán.

## Geografía
La sebja de Orán es un lago somero ubicado a 15 km al sur de la ciudad de Orán, en la comuna de Misserghin  y distante 12 km del mar Mediterráneo Se trata de una depresión, cerrada a 110 metros de altitud, delimitada al norte por el macizo Murdjajo y al sur por el macizo de Tessala. La sebja ocupa el fondo de esta depresión, presentando una topografía aparentemente plana, pero ligeramente inclinada hacia el oeste, con un mínimo de 80 m y un máximo de 82 m. De forma elíptica, su longitud, de orientación aproximada SO-NE, es de 40 km, y su anchura varía de 6 a 13 km.
Es alimentada por un sistema hidrográfico que afluye principalmente desde los macizos de Tessala y de Murdjajo. Sin embargo, el agua en esta zona es salada. El lago, que forma una película de agua de 10 a 30 cm varíando siguiendo la pluviometría, se seca por completo durante el verano, debido a la fuerte evaporación y la sequía que asola la región. El clima es de tipo mediterráneo semiárido y las precipitaciones varían entre 378 y 473 mm al año.
Las tierras que rodean el lago se utilizan para la agricultura. La sal del lago tiene un efecto negativo en las franjas al sur de la aglomeración de Orán y en las pistas del aeropuerto de Orán.

## Fauna y flora

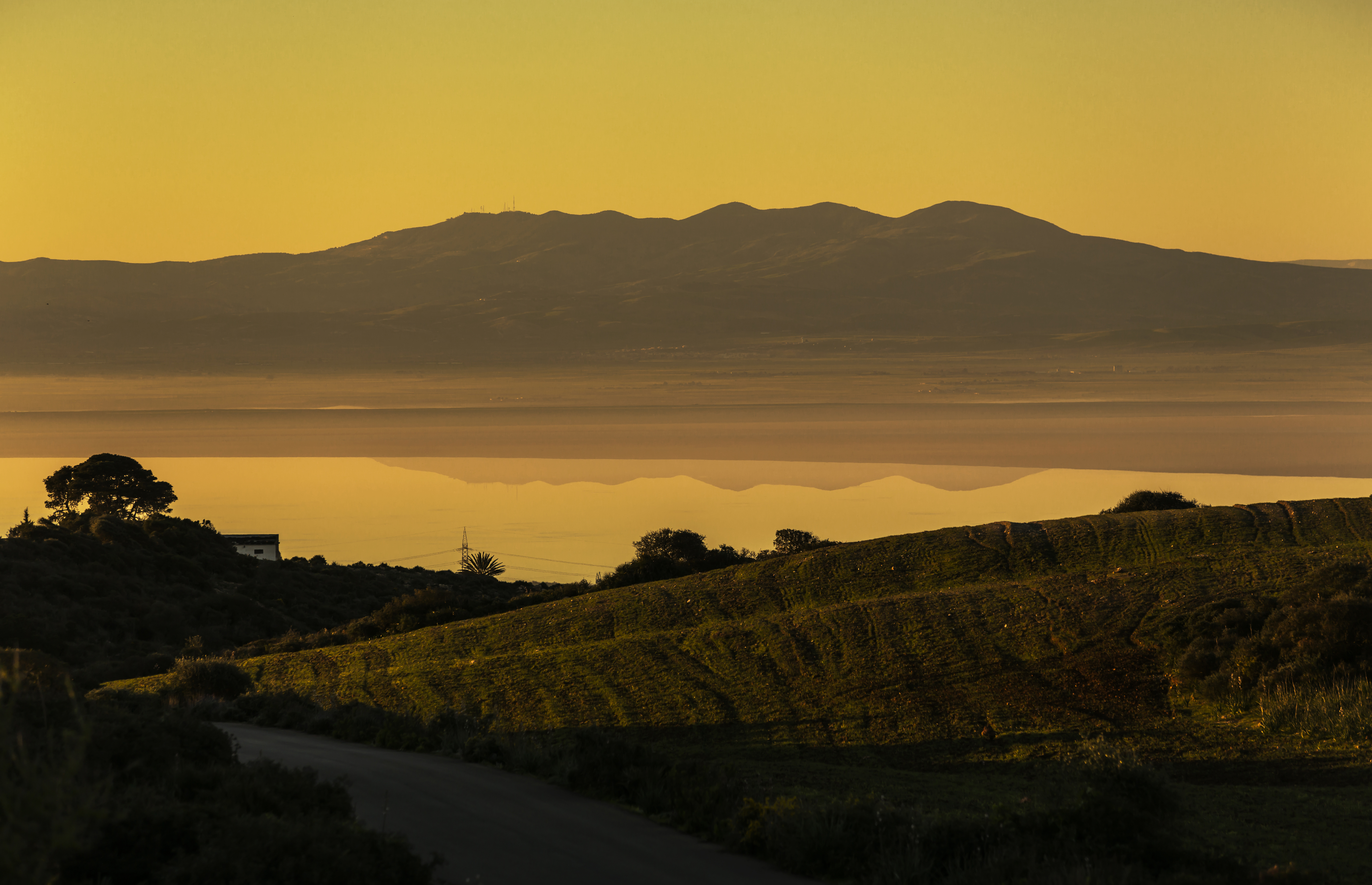
Sebja de Orán

Los bosques de pino de Alepo, eucaliptos, alcornoque mediterráneo y de tuya ocupan las cuencas vertientes. Muchas  especies migratorias hacen escala en los humedales del oeste oranés. El lago es el hogar de dos especies en gran número, que a menudo superan el 1 % internacional: el flamenco rosa y tarro blanco de Belona.
El 2 de febrero de 2005, 56 870 hectáreas alrededor de la sebja fueron declaradas Sitio Ramsar (ref. 1055).